# Verbascum pobicum
Verbascum pobicum är en flenörtsväxtart som beskrevs av Sutor och Yacute. Verbascum pobicum ingår i släktet kungsljus, och familjen flenörtsväxter. Inga underarter finns listade i Catalogue of Life.